# 1965 في الأردن
فيما يلي قوائم الأحداث التي وقعت خلال عام 1965 في الأردن.